# Ignacio Guadalupe
Ignacio Guadalupe Martínez Martán (Naco, Sonora, 13 de marzo de 1960), conocido como Ignacio Guadalupe, es un primer actor mexicano de cine, teatro y televisión.

## Carrera
Estudió Arte Dramático en el Centro Universitario de Teatro de la UNAM, y en el Núcleo de Estudios Teatrales teniendo como profesor al maestro Héctor Mendoza. Debutó como actor en la serie franco-mexicana Winnetou le mescalero en 1980. Después participó en la cinta Vidas errantes (por la que fue nominado al Ariel a Mejor actor); a la que le siguieron una infinidad de películas como Pueblo maldito, Pueblo de madera (por la que volvió a ser nominado al Ariel, esta vez en la categoría de Mejor co-actuación masculina); El extensionista, El triste juego del amor, En medio de la nada, El último profeta, Rito terminal, Los tres entierros de Melquiades Estrada, La misma luna y La mitad del mundo entre muchas otras. Con un nombre ya forjado en el cine debutó en televisión en 1997 en la telenovela Huracán, producida por los actores Alejandro Camacho y Rebecca Jones. A ésta le siguieron títulos como Infierno en el paraíso, Abrázame muy fuerte, La otra, Mariana de la noche, Barrera de amor, Corazón salvaje y La fuerza del destino. También participó en series como Terminales, Hermanos y detectives y Los simuladores.
Además de su trabajo como actor se desempeñó como guionista en varios episodios de la famosa serie de suspenso de los 80, Hora marcada, también trabajó como coguionista en la cinta El chivo en 1992. Entre los reconocimientos a su trabajo se encuentra la Diosa de Plata a Mejor actor en 1985 por Vidas errantes, además de sus dos nominaciones al Premio Ariel por la misma película y Pueblo de madera y una nominación a la Diosa de Plata por Al otro lado en 2004.

## Filmografía

### Películas
- Hasta la madre del Día de las Madres (2023)... Jaime[3]
- A tí te quería encontrar (2018)... Chatito
- Desde el más allá (2013)
- For Greater Glory (2012)
- La mitad del mundo (2009)... Chema
- La madrina (2008)
- Todos hemos pecado (2008)... Santiago
- La misma Luna (2007)... Leonardo Sánchez Nava
- Sobre tierra (2006)... Padre Lupe
- Tibiri (2006)
- Cruces desiertas (2006)... Nacho
- Una de balazos (2005)... Soldado de la mafia
- Los tres entierros de Melquiades Estrada (2005)... Lucio
- Sí desearás la mujer de tu narco (2005)... Hugo
- Al otro lado (2004)... Rafael El Padre
- Encrucijada (2004)... Hombre pobre
- Dirt (2003)... Rodolfo
- Zurdo (2003)... Julián
- Sueños de un suicida (2002)... Profesor Rojas
- Rito terminal (2000)... Mestizo
- Rogelio (2000)
- La línea (2000)
- El gallo de guerrero (2000)
- Amor de mis amores (1999)
- Como un extraño (1999)
- El último profeta (1998)
- Alta tensión (1997)
- Los vuelcos del corazón (1996)
- Victoria (1996)
- La casa del abuelo (1995)
- Lucas (1995)
- En medio de la nada (1994)
- Una maestra con Ángel (1994)
- La última batalla (1993)... Rubén
- Kino (1993)... Benito
- Pueblo viejo (1993)
- El triste juego del amor (1993)... Gabriel
- Hoy no circula (1993)
- Gertrudis (1992)... Capitán Muñiz
- Cómo escribir una historieta (1992)
- Seeds of Tragedy (1991)... Soldado joven
- El extensionista (1991)... Lázaro
- Los bajos fondos (1991)
- Agonía (1991)
- Pueblo de madera (1990)... Nino
- La otra orilla (1990)
- Nuevos amigos (1990)
- El último túnel (1987)... Julián
- Obdulia (1987)... Genaro
- Mañana de cobre (1986)
- Chido Guan, el tacos de oro (1986)... Jorge Torres
- Vidas errantes (1985)... Guillermo

### Telenovelas
- Me atrevo a amarte (2025) - Delfino Mendoza[4]
- El precio de amarte (2024) - Norberto Cruz
- Nadie como tú (2023) - Aurelio
- Corazón guerrero (2022) - Óscar/Omar
- Vencer el pasado (2021) - Gaudencio Blanco
- Quererlo todo (2020-2021) - Servando Malverde
- Sin tu mirada (2017-2018)... Baldomero Quezada
- Mi adorable maldición (2017)... Anselmo Sánchez
- Las amazonas (2016)... Benigno
- Pasión y poder (2016)... Obdulio
- La querida del Centauro (2016)... Coronel Ignacio Salgado
- La gata (2014)... Luis Negrete
- Mentir para vivir (2013)...  Ten. Manolo López
- Corazón indomable (2013)... Severo Ortiz
- Amor bravío (2012)... Olegario Ferrer
- La fuerza del destino (2011)... Benito Jiménez
- Corazón salvaje (2009-2010)... Pedro
- Barrera de amor (2005)... Teodoro Sánchez
- Mariana de la noche (2003)... Mediomundo Páramo
- La otra (2002)... Santos Mérida
- Abrázame muy fuerte (2000-2001)... Benito
- Infierno en el paraíso (1999)... Poncho
- Huracán (1997-1998)... Conrado

### Series de TV
- Ella misma sola (2023)... Genaro[5]
- Esta historia me suena (2022)[6]
- Los héroes del norte (2013) (3ª Temporada)... Procopio "El Compadre"
- Los héroes del norte (2012) (2ª Temporada)... Procopio "El Compadre"
- Los héroes del norte (2010-2011) (1ª Temporada)... Procopio "El Compadre"
- Woki Tokis (2009)... Don Moises Los simuladores (2009)... Oficial Fernández (episodio "Fin de semana")
- Hermanos y detectives (2009)
- Mujeres asesinas (2009)... Tramoyista (episodio "Ana y Paula, ultrajadas")
- Terminales (2008)
- Winnetou le mescalero (1980)... Chihuahua
- Kipatla episodio "Gaby, chicles de canela" (2012)... Sr. Delgado

## Reconocimientos

### Premios Ariel
| Año  | Categoría                    | Película         | Resultado |
| ---- | ---------------------------- | ---------------- | --------- |
| 1991 | Mejor co-actuación masculina | Pueblo de madera | Nominado  |
| 1985 | Mejor actor                  | Vidas errantes   | Nominado  |

### Diosas de Plata
| Año  | Categoría              | Película       | Resultado |
| ---- | ---------------------- | -------------- | --------- |
| 2007 | Mejor actor de cuadro  | Al otro lado   | Nominado  |
| 1985 | Mejor actor revelación | Vidas errantes | Ganador   |